# Ahmed I

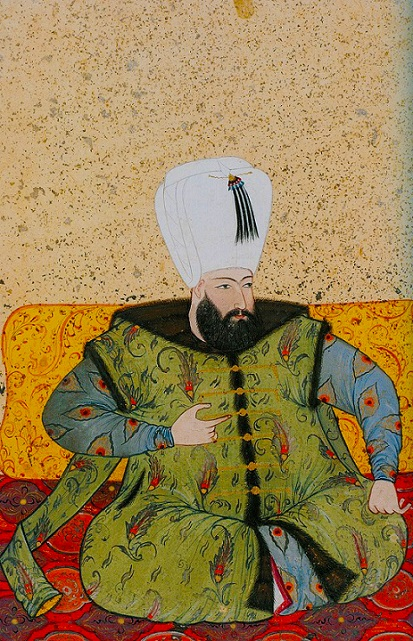
Sułtan Ahmed, Miniatura

Ahmed I (ur. 18 kwietnia 1590, zm. 22 listopada 1617) – sułtan z dynastii Osmanów, panujący od 1603 do 1617 roku. Syn Mehmeda III, brat Mustafy I Szalonego, ojciec Osmana II, Murada IV i Ibrahima I.
Kontynuował wojny z Habsburgami na Węgrzech, zakończone rozejmem w Zsitvatorok (1606) i potwierdzonym przez traktaty wiedeńskie (1615, 1616); na mocy tego rozejmu Osmanowie utrzymali zwierzchność nad węgierskimi twierdzami Eger, Gran i Kaniżą, ale byli zmuszeni wypłacić cesarzowi jednorazowe odszkodowanie wojenne. Toczył walki z Safawidami, zakończone niepomyślnie dla Imperium Osmanów, które zostało zmuszone do cesji Gruzji i Azerbejdżanu na rzecz przeciwnika.
W okresie jego panowania wzrosła korupcja w administracji państwowej, nastąpiło rozprężenie dyscypliny w siłach zbrojnych, przybrały na sile bunty ludowe (tzw. celali, 1603–1606) i ruchy odśrodkowe (np. powstanie księcia Druzów, Fahreddina).
Anulował wieloletnią tradycję, w której nowy sułtan kazał zabić swoich braci. Wprowadził typową w innych monarchiach zasadę senioratu (zgodnie z którą najstarszy mężczyzna rodu zostawał sułtanem). By umniejszyć prawdopodobieństwo utraty tronu, jego synów i braci skazywano na luksusowy areszt domowy (służyła do tego tzw. Złota Klatka; mieszcząca się na terenie haremu). Ochrona w Klatce kończyła się z chwilą narodzin męskiego potomka panującego sułtana. Efektem wspomnianej zasady była czasami niekompetencja lub choroby umysłowe bądź choroby psychiczne przyszłych władców, wynikające nierzadko z ogłupiającego, klatkowego trybu życia. Ahmed I opanował kilka języków obcych; był fundatorem Błękitnego Meczetu w Konstantynopolu. W okresie jego panowania w Imperium Osmańskim zaczęto używać tytoniu. 
Zmarł na tyfus.

## W kulturze
Ahmed I jest jedną z głównych postaci w tureckim serialu Wspaniałe stulecie: Sułtanka Kösem. W jego rolę wciela się Ekin Koç.